# Hyostomodes ate
Hyostomodes ate là một loài bướm đêm trong họ Geometridae.